# Mega Duck

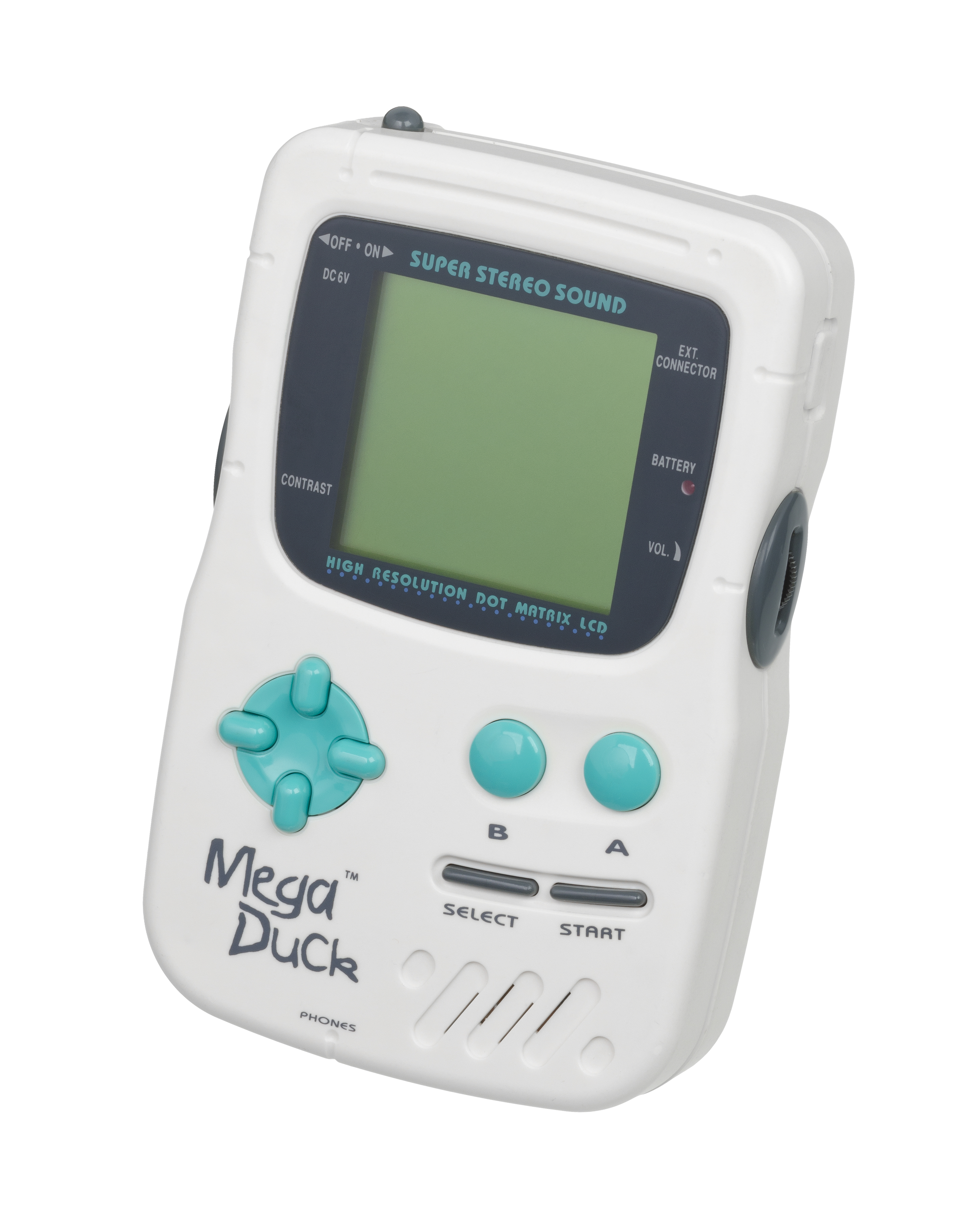
O console Mega Duck

O Mega Duck WG-108 (também conhecido como Cougar Boy ) é um console portátil desenvolvido e fabricado pela Welback Holdings, sediada em Hong Kong, por meio de sua divisão Timlex International, e lançada em 1993. 
Foi comercializado sob várias marcas diferentes em todo o mundo, incluindo Creatronic e Videojet, e a concha do console veio em plástico branco ou preto. Foi vendido por cerca de 129 fl na Holanda e por um preço semelhante na França e na Alemanha.
Na América do Sul (principalmente no Brasil), a versão Creatronic de fabricação chinesa foi distribuída pela Cougar USA, também conhecida como "Organização Eletrônica da Cougar" e vendida como "Cougar Boy". Embora a Cougar USA não tenha lançado o Cougar Boy em seu país de origem .
Os cartuchos são muito semelhantes aos da Watara Supervision , mas um pouco mais estreitos, com menos contatos (36 pinos, enquanto os cartuchos de Supervisão têm 40). Conceitualmente, os componentes eletrônicos dentro da Supervisão e do Mega Duck também são muito semelhantes. A posição dos controles de volume, controles de contraste, botões e conectores são praticamente idênticas. No entanto, o LCD da supervisão é maior que o do Mega Duck.
O Cougar Boy veio com um cartucho de jogo 4 em um e um fone de ouvido estéreo.
Com um joystick externo (não incluído), dois jogadores podem jogar um contra o outro simultaneamente.
Uma variante na forma de um laptop educacional para crianças foi lançada na Alemanha por Hartung como o Super Junior Computer Mega Duck  e no Brasil como o Super QuiQue.

## Especificações técnica

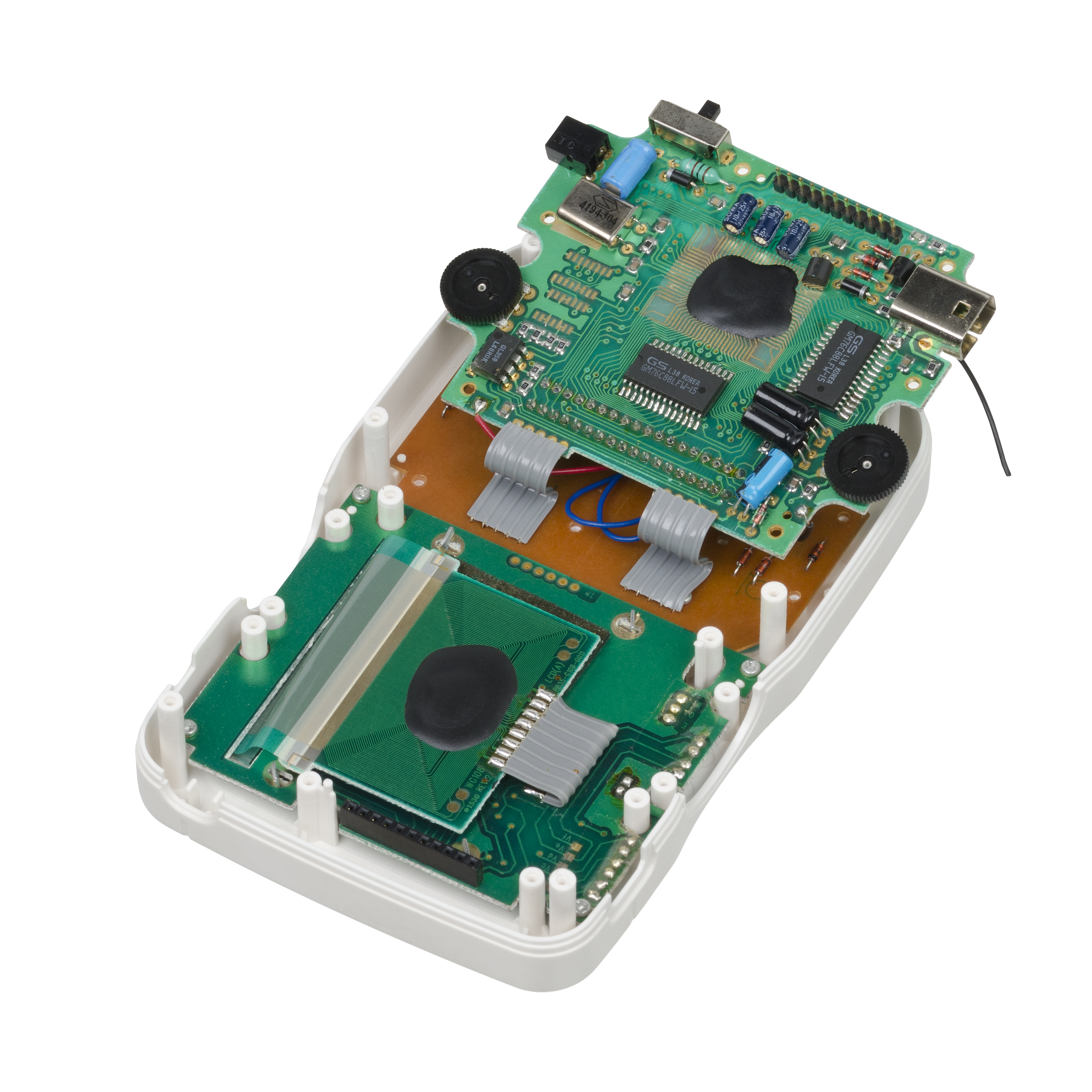
O Mega Duck Aberto

O Mega Duck possui um design de placa múltipla, separando a placa-mãe, o LCD e a placa controladora em três conjuntos diferentes. O compartimento da bateria encontra-se na caixa traseira, sendo os contatos conectados por fios e soldados na placa principal.
- CPU: versão MOS do Z80 (incorporada no VLSI principal )
- Velocidade do relógio: 4.194304 MHz
- RAM: 16 KB em dois chips de 8K ( Goldstar GM76C88LFW)
- Lógica do sistema: chip VLSI de 80 pinos
- LCD: matriz de pontos STN de 2,7 "(48 (h) x 51 (w) mm)). Resolução 160 × 144 em 59,732155 Hz
- Escalas de cinza: 4 níveis de azul escuro sobre fundo verde
- Controles do jogador: 4 teclas direcionais, A, B, Select e Start
- Outros controles: Chave liga / desliga e reguladores de contraste e volume
- Som: Alto-falante embutido (8Ω 200 mW) e saída de fone de ouvido estéreo
- Dimensões: 155 (l) x 97 (w) x32 (h) mm
- Peso: 249 g (sem baterias)
- Alimentação: Quatro pilhas AA ou adaptador CA 6 VDC / 300 mA
- Consumo atual: 700 mW
- Duração do jogo: 15 horas em um conjunto de quatro pilhas AA
- Interface de expansão: Link serial para jogos de dois jogadores (6 pinos) ou joystick externo.
- Meio de jogo: cartucho ROM de 36 pinos, 63 (l) x 54 (w) mm e 7 mm de espessura, 17 gramas.

O controlador de exibição de vídeo do Mega Duck / Cougar Boy possui um recurso especial: a lógica da exibição usa dois " planos de exibição " usados para criar planos de fundo de rolagem paralaxe , como se a imagem fosse desenhada em duas folhas das quais a folha superior é parcialmente transparente. 

## Lista de jogos

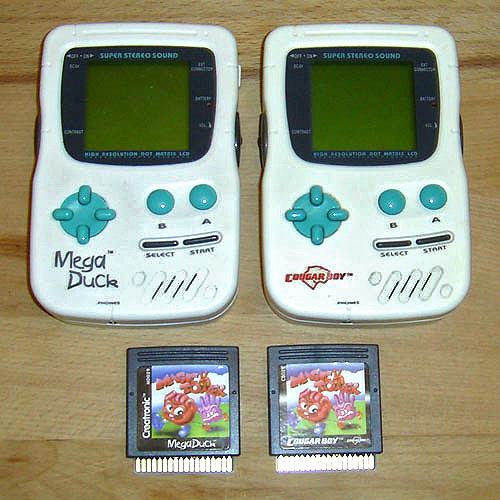
O Mega Duck e Cougar Boy com jogos idênticos para os dois sistemas

Esta é uma lista (incompleta) de jogos Mega Duck / Cougar Boy. Cada jogo Mega Duck / Cougar Boy é similarmente rotulado como os mesmos jogos foram comercializados para ambos os sistemas, embora nem todos os jogos tenham sido lançados para o Cougar Boy. A notação MDxxx é usada para Mega Duck Games e a notação CBxxx para Cougar Boy Games. Um MD002 é exatamente o mesmo jogo que o CB002 , a ponto de alguns jogos "Cougar Boy" começarem com o logotipo Mega Duck. Alguns números de notação não são utilizados, indo até 037 , mas faltando 012 e 023, por exemplo.
Com exceção do jogo pack-in para o Mega Duck (The Brick Wall), que foi desenvolvido pelo fabricante, todos os jogos foram desenvolvidos pela Thin Chen Enterprise sob as marcas "Sachen" e "Commin" e foram posteriormente lançado para o Game Boy em cartuchos 4 em 1 e 8 em 1 sem a licença da Nintendo.
Embora existam 24 cartuchos (sem contar as variantes ou complementos cougar boy do Super Junior Computer), outro jogo está listado em vários sites chamados Tip & Tap  , no entanto, não se sabe se o jogo já foi lançado, ou se existisse.
| #    | Título                  | Desenvolvedor        | Ano de lançamento |
| ---- | ----------------------- | -------------------- | ----------------- |
| 001  | A parede de tijolos     | Timlex International | 1993              |
| 002  | Street Rider            | Commin               | 1993              |
| 003  | Eliminador de bombas    | Commin               | 1993              |
| 004  | Vex                     | Commin               | 1993              |
| 005  | Tesouro de Suleiman     | Commin               | 1993              |
| 006  | Zona ártica             | Commin               | 1993              |
| 007  | Labirinto Mágico        | Commin               | 1993              |
| 008  | Cavaleiro de Marionetes | Commin               | 1993              |
| 009  | Trap and Turn           | Commin               | 1993              |
| 010  | Pile Wonder             | Commin               | 1993              |
| 011  | Capitão Knick Knack     | Sachen               | 1993              |
| 013  | Conto da Floresta Negra | Commin               | 1993              |
| 014  | Força de armadura       | Commin               | 1993              |
| 018  | Snake Roy               | Sachen               | 1993              |
| 019  | Estrada de ferro        | Sachen               | 1993              |
| 021  | Lutador Besta           | Sachen               | 1993              |
| 026  | Soldados Ant            | Sachen               | 1993              |
| 028  | 2nd Space               | Sachen               | 1993              |
| 029  | Torre Mágica            | Sachen               | 1993              |
| 030  | Visitante Worm          | Sachen               | 1993              |
| 031  | Duck Adventures         | Commin               | 1993              |
| 035  | Quatro em Um            | Sachen               | 1993              |
| 035a | Virus Atack             | Sachen               | 1993              |
| 035b | Mundo dos elétrons      | Sachen               | 1993              |
| 035c | Zona de problemas       | Sachen               | 1993              |
| 035d | Bloco de dados          | Sachen               | 1993              |
| 036  | Commin Five in one      | Commin               | 1993              |
| 036a | Loja Tris 1             | Commin               | 1993              |
| 036b | Loja Tris 2             | Commin               | 1993              |
| 036c | Taiwan Mahjong          | Commin               | 1993              |
| 036d | Japão Mahjong           | Commin               | 1993              |
| 036e | Hong Kong Mahjung       | Commin               | 1993              |
| 037  | Zipball                 | Sachen               | 1993              |